# Ален Рош
Але́н Рош (фр. Alain Roche, нар. 14 жовтня 1967, Брив-ла-Гаярд) — французький футболіст, що грав на позиції захисника, флангового півзахисника.

## Клубна кар'єра
У дорослому футболі дебютував 1985 року виступами за команду клубу «Бордо», в якій провів чотири сезони, взявши участь у 131 матчі чемпіонату.  За цей час двічі виборював титул володаря Кубка Франції, ставав чемпіоном Франції, володарем Суперкубка Франції.
Згодом з 1989 по 1992 рік грав у складі команд клубів «Марсель» та «Осер». Протягом цих років додав до переліку своїх трофеїв ще один титул чемпіона Франції.
Своєю грою за останню команду привернув увагу представників тренерського штабу клубу «Парі Сен-Жермен», до складу якого приєднався 1992 року. Відіграв за паризьку команду наступні шість сезонів своєї ігрової кар'єри. Більшість часу, проведеного у складі «Парі Сен-Жермен», був основним гравцем команди.
Протягом 1998—2000 років захищав кольори іспанської «Валенсії». За цей час додав до переліку своїх трофеїв титул володаря Кубка Іспанії з футболу.
Завершив професійну ігрову кар'єру у клубі «Бордо», у складі якого вже виступав раніше. Прийшов до команди 2000 року, захищав її кольори до припинення виступів на професійному рівні у 2002.

## Виступи за збірну
1988 року дебютував в офіційних матчах у складі національної збірної Франції. Протягом кар'єри у національній команді, яка тривала 9 років, провів у формі головної команди країни 25 матчів, забивши 1 гол.
У складі збірної був учасником чемпіонату Європи 1996 року в Англії.

## Титули і досягнення

### Командні
- Володар Кубка Франції (5):

«Бордо»:  1985–86, 1986–87
«Парі Сен-Жермен»:  1992–93, 1994–95, 1997–98
- Чемпіон Франції (3):

«Бордо»:  1986–87
«Марсель»:  1989–90
«Парі Сен-Жермен»: 1993–94
- Володар Кубка французької ліги (3):

«Парі Сен-Жермен»: 1994–95, 1996–97
«Бордо»:  2001–02
- Володар Суперкубка Франції (2):

«Бордо»:  1986
«Парі Сен-Жермен»: 1995
- Володар Кубка Іспанії з футболу (1):

«Валенсія»:  1998–99
- Володар Кубка Кубків УЄФА (1):

«Парі Сен-Жермен»: 1995–96
- Володар Кубка Інтертото (1):

«Валенсія»: 1998
- Чемпіон Європи (U-21): 1988

### Особисті
- Французький футболіст року (1):

1992